# Усишинский диалект
Усишинский диалект (усиш. уссан мец) — один из даргинских идиомов. Распространен в селах Усиша, Герхмахи,  Зильмукмахи Акушинского района. Также многие говорящие на этом диалекте проживают в городах Дагестана и других регионах России.
Речь жителей вышеупомянутых сел близка с речью жителей Бутри, Геба, Гинта, Куркимахи.
Также усишинский схож с сирхинским, цудахарским, тантынским, бутринский и хебинским, которые распространены на юге даргиноязычного ареала.
У этого языка не существует официальной письменности. При необходимости носители используют модифицированный алфавит Даргинского литературного языка, куда добавились новые фонемы имеющиеся в усишинском языке, геминаты и некоторые другие по аналогии с другими дагестанскими языками.